# Branislav Kubala
Branislav of Branko Kubala (Šahy, 10 januari 1949 – Reus, 25 februari 2018) was een voormalig Spaans voetballer. Hij was de oudste zoon van Ladislao Kubala, voormalig stervoetballer van FC Barcelona, en de kleinzoon van Ferdinand Daučík, voormalig voetbaltrainer. Branislav Kubala had als bijnaam Kubala II. 
Het gewicht van zijn achternaam achtervolgde Kubala zijn hele carrière, maar hij wist de hoge verwachtingen nooit waar te maken. In Spanje werd hij daarom ook wel vergeleken met Jordi Cruijff. Al op 24-jarige leeftijd besloot Kubala vroegtijdig te stoppen met voetballen.

## Voetbalcarrière
Kubala werd geboren in Tsjecho-Slowakije maar vluchtte als baby zijn vader achterna naar Spanje. In 1961 kwam hij in de jeugdopleiding van Real Betis terecht, de club waar zijn opa Ferdinand Daučík de leiding had. Daarna excelleerde hij in de jeugd van AC Milan, die werd geleid door oud-speler Nils Liedholm.
Op 3 april 1965 maakte Kubala op een leeftijd van 16 jaar en 83 dagen zijn profdebuut als speler van het Spaanse Español in de competitiewedstrijd tegen Athletic de Bilbao. Daarmee is hij nog steeds de jongste debutant uit de clubgeschiedenis. Zijn vader Ladislao Kubala was destijds trainer van de club uit Barcelona. Na zijn debuut speelde Kubala nog één wedstrijd voor Espanyol in de Primera División, op 11 april 1965 tegen Sevilla FC. Hij zou daarna geen officiële wedstrijden meer spelen voor de club, maar nog wel een vriendschappelijk duel tegen Figueres waarbij hij samen met Alfredo Di Stéfano en zijn vader de voorhoede vormde. Na twee seizoenen voor Sabadell te hebben gevoetbald, vertrok hij samen met zijn familie naar de nieuw opgerichte North American Soccer League. Daar stond Kubala achtereenvolgens onder contract bij Toronto Falcons, St. Louis Stars en Dallas Tornado. Bij de Toronto Falcons speelde hij samen met zijn 40-jarige vader, die voor zijn leeftijd nog steeds een goede conditie had.
Na terugkomst in Spanje om zijn dienstplicht te vervullen, speelde hij nog voor Cartagena, Sant Andreu en Atlético Malagueño. Bij geen van de clubs genoot hij langdurig het vertrouwen van de trainer. Op 24-jarige leeftijd besloot Kubala daarom zijn voetbalcarrière vroegtijdig te beëindigen.

## Latere leven en overlijden
Kubala werd op een gegeven moment ziek en verhuisde naar een verzorgingstehuis in Reus. Daar overleed hij in 2018 op 69-jarige leeftijd.